# Carl Moritz Mirus
Carl Moritz Mirus (* 2. Oktober 1800 in Leisnig; † 19. April 1873 ebenda) war ein sächsischer Jurist und Politiker.
Er war ein Sohn des Advokaten und Gerichtsbeamten Benjamin Ehrenfried Mirus in Leisnig. Nach erhaltenem Privatunterricht und dem Besuch der Landesschule Pforta studierte Mirus ab 1819 an der Universität Leipzig die Rechtswissenschaften. Mit der Schrift De reservato rustico erlangte er 1828 dort den Doktorgrad Dr. jur. Er ließ sich 1826 als Advokat in seiner Geburtsstadt Leisnig nieder. Später wurde er dort zum Gerichtsdirektor berufen und war auch als Notar tätig. Von 1833 bis 1848 hatte er das Amt des Bürgermeisters der Stadt inne. Als solcher gehörte Mirus von 1845 bis 1848 der Ersten Kammer des Sächsischen Landtages an.
Mirus war mit Albertine geb. Wapler (1805–1870) verheiratet. Der sächsische Hofrat, Rechtsanwalt und Notar Karl Adolf Mirus (1829–1907) und der Architekt und Dresdner Ratsmaurermeister Karl Adalbert Mirus (1837–1911) waren Söhne des Ehepaars.